# Мащенко Тамара Леонтіївна
Тамара Леонтіївна Мащенко (нар. 19 червня 1944, село Зірка, тепер Якимівського району Запорізької області) — українська радянська діячка, модельниця Запорізького моторобудівного заводу Запорізької області. Депутат Верховної Ради СРСР 10-го скликання.

## Біографія
Народилася в селянській родині. Освіта середня: закінчила середню школу, а у 1963 році — професійно-технічне училище.
У 1963—1969 роках — стернярка, кранівниця Запорізького моторобудівного заводу Запорізької області.
З 1969 року — модельниця Запорізького моторобудівного заводу. Ударник комуністичної праці.
Потім — на пенсії в місті Запоріжжі.

## Нагороди
- орден «Знак Пошани»
- медаль «За доблесну працю. В ознаменування 100-річчя з дня народження Володимира Ілліча Леніна» (1970)
- медалі